# Выпад (фехтование)

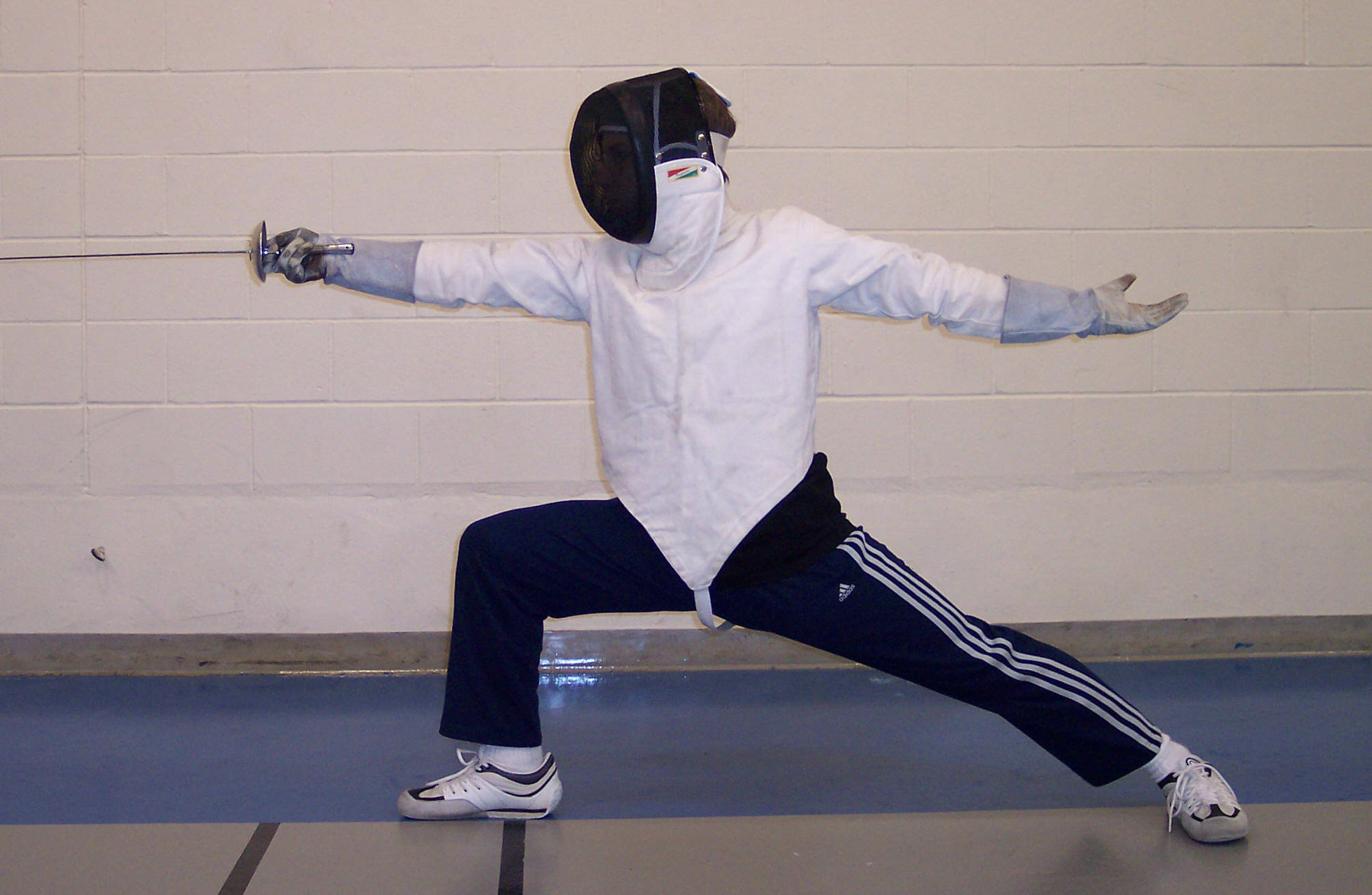
Спортсмен делает выпад

Вы́пад — техника работы ног, используемая с тремя видами холодного оружия (рапирой, шпагой, саблей). Характерна для всех современных стилей фехтования.
Выпад выполняется, выпрямляя переднюю ногу и толкая тело вперёд задней ногой. Его можно использовать в сочетании с различной работой клинка для выполнения наступательного действия, такого как атака.
Выпад является одним из самых основных и наиболее распространённых видов атакующей работы ног.
Выпад часто используется для нанесения укола. С саблей же, конец атаки определяется приземлением передней ноги выпада на дорожку. Атака может быть выполнена выпадом сама по себе или может быть выполнена выпадом с шагом вперёд, оба из которых считаются действиями в одном темпе.

## История
Характерное движение современного выпада происходит из европейского фехтования XVI-го и XVII-го веков. Исследователи фехтования (Эгертон Кастл) приписывают первую настоящую атаку выпадом Анджело Виджани и его Ло Шермо 1575 года (punta supramano, или «удар сверху»). Простое движение вперёд во время укола является обычным явлением ещё в Манускрипте I.33, примерно датируемой серединой XIV века.